# Paris-Roubaix 1973
Paris-Roubaix 1973 a fost a 71-a ediție a Paris-Roubaix, o cursă clasică de ciclism de o zi din Franța. Evenimentul a avut loc pe 15 aprilie 1973 și s-a desfășurat pe o distanță de 272,5 de kilometri de la Compiègne până la velodromul din Roubaix. Câștigătorul a fost Eddy Merckx din Belgia de la echipa Molteni.

## Rezultate
| Loc | Concurent                 | Echipă                     | Timp       |
| --- | ------------------------- | -------------------------- | ---------- |
| 1   | Eddy Merckx (BEL)         | Molteni                    | 7h 28' 43" |
| 2   | Walter Godefroot (BEL)    | Flandria–Carpenter–Shimano | + 2' 20"   |
| 3   | Roger Rosiers (BEL)       | Bic                        | + 2' 20"   |
| 4   | Walter Planckaert (BEL)   | Watney–Maes Pils           | + 7' 18"   |
| 5   | Freddy Maertens (BEL)     | Flandria–Carpenter–Shimano | + 7' 18"   |
| 6   | Frans Verbeeck (BEL)      | Watney–Maes Pils           | + 7' 46"   |
| 7   | Roger De Vlaeminck (BEL)  | Brooklyn                   | + 7' 46"   |
| 8   | Herman Van Springel (BEL) | Rokado–De Gribaldy         | + 7' 46"   |
| 9   | Régis Delépine (FRA)      | Gan–Mercier–Hutchinson     | + 11' 53"  |
| 10  | Raymond Poulidor (FRA)    | Gan–Mercier–Hutchinson     | + 11' 53"  |